# 세이니 쿤체

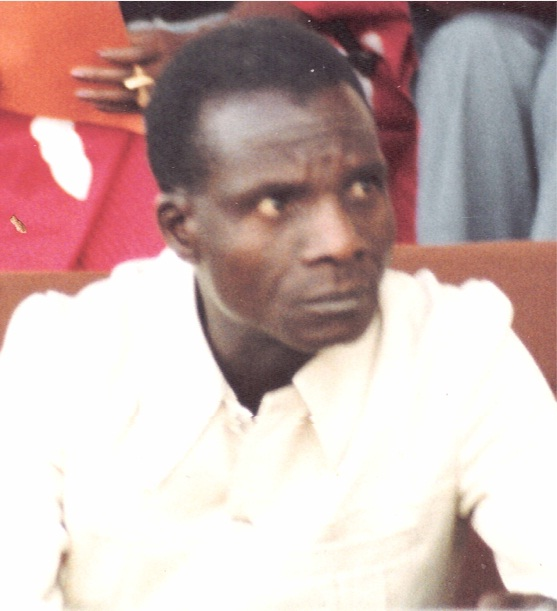
세이니 쿤체 (1983년)

세이니 쿤체(프랑스어: Seyni Kountché, 1931년 7월 1일~1987년 11월 10일)는 니제르의 군인이자 정치인이다. 1974년 쿠데타를 일으켜 니제르의 초대 대통령 하마니 디오리의 정부를 무너뜨리고, 1974년 4월 17일부터 1987년 11월 10일까지 니제르의 군 통수권자로 군림하였다. 1987년 프랑스 파리의 병원에서 뇌종양으로 사망하였다.
니제르의 수도 니아메에는 쿤체의 이름을 딴 세니 쿤체 장군 경기장 (Stade Général Seyni Kountché)이 있다.
| 전임 하마니 디오리 | 제2대 니제르의 대통령 1974년 4월 17일 ~ 1987년 11월 10일 | 후임 알리 사이부 |